# Fallos del vino

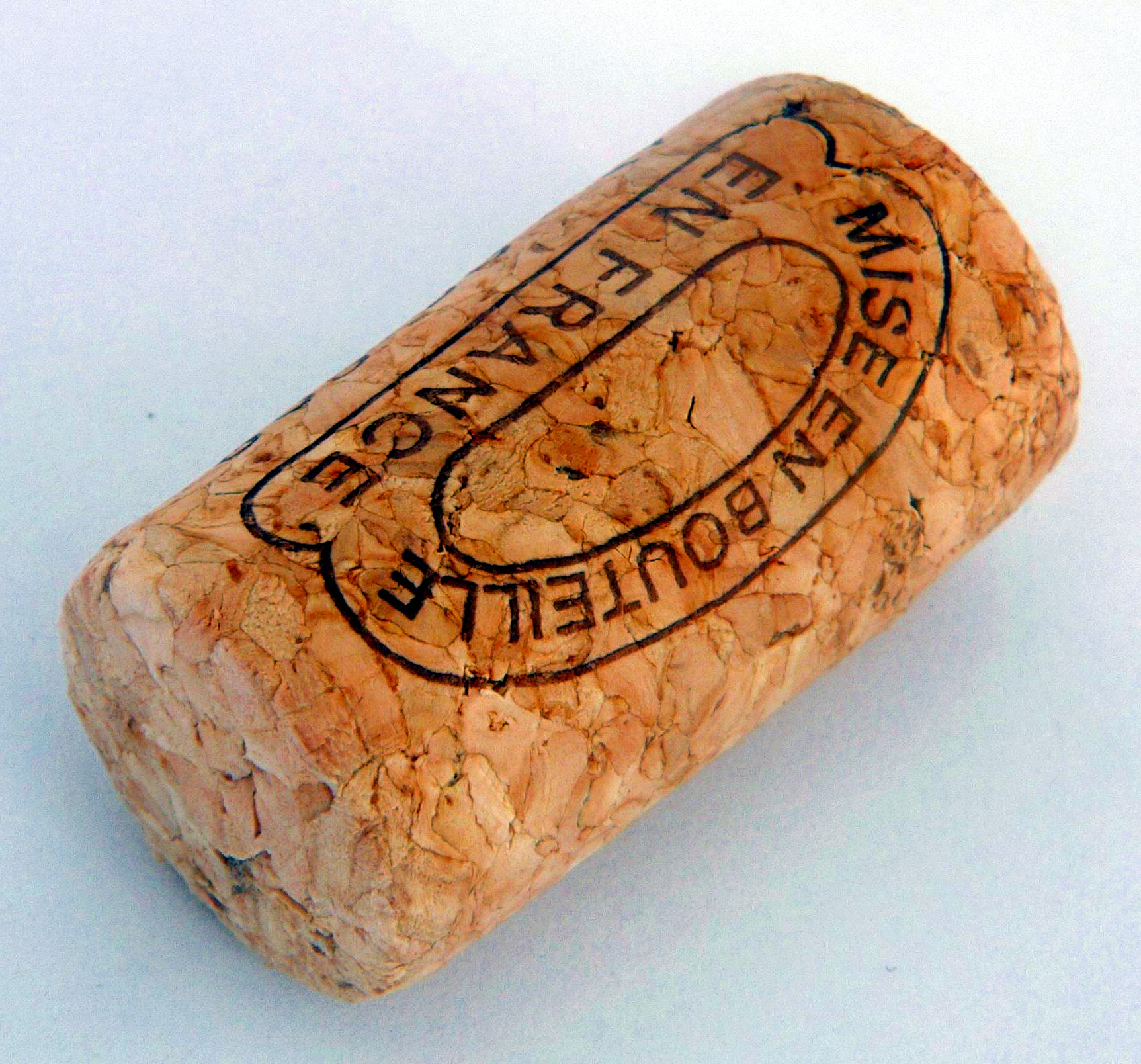
Algunas de las fallas del vino se deben a una mala condición del corcho de la botella de vino.

Los fallos del vino (denominado también como defecto del vino) existen, al igual que en cualquier otro alimento, y se puede definir como una alteración de las propiedades organolépticas deseadas en el vino, por parte de los vinicultores. El vino es susceptible de ser atacado por diferentes substancias químicas así como por diversos microorganismos. Pero, al contrario que los alimentos, el vino se ve afectado tan sólo en el sabor y el aroma y no perjudica en la mayoría de los casos a la salud debido a sus fallos. Los fallos en el vino se traducen en la mayoría de las ocasiones en unas pérdidas económicas, es por esta razón por la que la industria investiga y categoriza estos fallos que en la mayor parte de los casos son conocidos y fáciles de evitar. En algunos casos los fallos son imperceptibles para un consumidor medio y sin embargo son detectables en una cata profesional.
Existen muchas categorías de fallos, clasificaciones desde el punto de vista químico (fallos químicos o fallos microbianos), desde el punto de vista de detectabilidad de los sentidos (fallos visibles, detectables por sabor u olor),

## Fallos químicos

### Neblina Metálica
Este fallo es muy raro en la actualidad. no obstante ocurre y es fácilmente prevenible. Los metales involucrados en este fallo son el hierro, el cobre y en menor medida el aluminio. Estos metales están presentes en el mosto, en concentraciones pequeñas de unas decenas de partes por millón. El problema surge cuando se manipula el vino con materiales elaborados de estos metales. Una forma de prevenirlo es que el vino no se ponga en contacto nada más que con acero, plástico, madera, goma, etc. En ningún momento se debe manipular el vino (o el mosto) con instrumentos o recipientes compuestos de los metales mencionados.

### Neblina Fenólica
Es un fallo muy poco corriente pero puede ocurrir en vinos blancos. Existen de dos tipos, la denominada neblina flavonoide detectada en los vinos que han sido estabilizados y que han desarrollado flavonoides que proporcionan neblina o turbidez como son:la quercetina, el kaempferol y la miricetina. Estos flavonoides se encuentran en pequeñas concentraciones ya en el mosto. Lo que ocurre es que estos flavonoides interaccionan con las proteínas del vino y dan un precipitado amarillo. La otra neblina fenólica es la presencia del Ácido elágico debido a la adición de virutas de madera de roble y su posterior embotellado (semanas después). Este tratamiento se hace para proporcionar un falso sabor a madera a ciertos vinos, pero los componentes de la madera reaccionan y forman el ácido elágico.

### Ácido sulfhídrico
Este es un fallo muy común en la elaboración de vinos. Cuando ocurre el vino huele a un huevo podrido. Los componentes sulfurosos volátiles presentes en el vino tienen este olor distintivo, incluso a concentraciones muy pequeñas. El ácido sulfhídrico puede provenir en el vino de dos fuentes: 
1. De la propia uva - procedente de sulfatos o de proteínas, incluso de azufre vertido durante su cultivo como fungicida en el tratamiento de los viñedos.
2. Del aditivo en forma de dióxido de azufre (SO2) vertido al mosto.

Uno de los defectos más conocidos bajo esta categoría es el denominado mal de la botella, el mal olor se debe a la presencia de mercaptanos y dióxido de azufre (SO2) que se genera por la presencia de moho en los corchos de los tapones de las botellas.

## Fallos Microbianos
Los fallos microbianos son los causados por los cambios en la estructura del vino debido al crecimiento de microorganismos que pueden causar cambios "no deseados" en su estructura química.

### Fallos aeróbicos
Las bacterias del tipo acetobacteria son muy conocidas en la enología como las principales causantes del cambio en los vinos. Estas bacterias recombinan parte del etanol a ácido acético (vinagre) mediante una fermentación acética. Es un fallo muy conocido y que se previene con cuidado desde la industria vinificadora. Se trata de uno de los fallos más comunes del vino y suele denominarse de forma genérica como oxidación.  

La oxidación del etanol en ácido acético (vinagre).

Algunos vinos poseen una oxidación controlada que se produce a muy baja concentración, tales son los vinos son el madeira que a veces se denominan como "maderización". Otra de las oxidaciones controladas que no se considera un fallo es la denominada "flor" en el vino de jerez.

### Fallos anaeróbicos
En algunos casos en los que el azúcar residual de la fermentación de las barricas no se ha agotado por completo, puede haber una segunda fermentación alcohólica. Esta segunda fermentación puede ocurrir en el post-procesado del vino o ya tras haber sido embotellado. Su ocurrencia en las botellas hace que existan gases (denominado "aguja") y este defecto puede hacer que la botella pueda llegar a explotar. De la misma forma la acción posterior de las bacterias lactobacillales responsables de la fermentación maloláctica

### Brettanomyces
Este fallo es muy típico en los vinos Californianos. Y se debe a la Brettanomyces